# Liste von Django-Filmen
Die Liste von Django-Filmen liefert einen chronologischen Überblick über diejenigen Filmproduktionen, die – mitunter auch nur im deutschsprachigen Raum – den Namen Django im Titel tragen. Sehr oft handelt es sich hierbei um eine werbetechnische Maßnahme, in dem Versuch, an den ersten Django-Film aus dem Jahr 1966 anzuknüpfen. Auf Grund dessen Erfolges wurde auch ein zeitlich zuvor gedrehter Film – ebenfalls mit Franco Nero in der Hauptrolle – in Django – Sein Gesangbuch war der Colt umbenannt.
Die Welle der Django-Filme konzentriert sich vor allem auf die Jahre 1966 bis 1970. In den frühen 1970er Jahren entstanden bis 1973 wesentlich weniger der Titel, danach ebbte die Bewegung komplett ab. 1987 folgte mit Djangos Rückkehr schließlich die tatsächliche Fortsetzung des Originalfilms, erneut mit Franco Nero in der titelgebenden Rolle. 2012 drehte Quentin Tarantino mit Django Unchained eine Hommage an den ersten Film.
In Europa wurden etwa 70 Filme unter dem Django-Titel ausgewertet; 21 davon tragen den Namen des Helden im Original im Titel.
Der größte Teil der Produktionen sind italienischen Ursprungs. Einige der Filme wurden in Kooperation mit Spanien und auch Deutschland inszeniert.
Nicht zu verwechseln mit diesen Produktionen ist der Film über Django Reinhardt (1910–1953), Jazzgitarrist und Komponist, Django – Ein Leben für die Musik, von Étienne Comar aus dem Jahr 2017.

## 1960er Jahre
| Jahr | Originaltitel                                     | Deutscher Titel                                                                    | Regisseur             | Hauptdarsteller                                           | Name des Helden im Original   | Land                 | Kino- start BRD |
| ---- | ------------------------------------------------- | ---------------------------------------------------------------------------------- | --------------------- | --------------------------------------------------------- | ----------------------------- | -------------------- | --------------- |
| 1966 | Le colt cantarono la morte e fu tempo di massacro | Django – Sein Gesangbuch war der Colt                                              | Lucio Fulci           | Franco Nero, George Hilton                                | Tom Corbett                   | Italien              | 12. Mai 1967    |
| 1966 | Django                                            | Django                                                                             | Sergio Corbucci       | Franco Nero, José Bódalo, Loredana Nusciak                | Django                        | Italien, Spanien     | 2. Nov. 1966    |
| 1966 | Django spara per primo                            | Django – Nur der Colt war sein Freund                                              | Alberto De Martino    | Glenn Saxson, Fernando Sancho                             | Glenn Garwin                  | Italien              | 14. Juni 1968   |
| 1966 | Pochi Dollari per Django                          | Django kennt kein Erbarmen                                                         | León Klimovsky        | Anthony Steffen, Frank Wolff                              | Django Regan                  | Italien, Spanien     | 20. Jan. 1969   |
| 1966 | Sette Dollari sul rosso                           | Django – Die Geier stehen Schlange                                                 | Alberto Cardone       | Anthony Steffen, Fernando Sancho, Loredana Nusciak        | Johnny Ashley                 | Italien              | 30. Mai 1969    |
| 1966 | Starblack                                         | Django – schwarzer Gott des Todes                                                  | Giovanni Grimaldi     | Robert Woods, Elga Andersen                               | Johnny ´Colt` Blyth           | Italien, Deutschland | 7. Apr. 1972    |
| 1966 | Texas, addio                                      | Django, der Rächer                                                                 | Ferdinando Baldi      | Franco Nero, Alberto Dell’Acqua                           | Burt Sullivan                 | Italien, Spanien     | 27. Feb. 1967   |
| 1967 | Bill il taciturno                                 | Django tötet leise                                                                 | Massimo Pupillo       | Luciano Rossi, George Eastman                             | Bill                          | Italien, Frankreich  | 3. Mai 1968     |
| 1967 | Cjamango                                          | Django – Kreuze im blutigen Sand                                                   | Edoardo Mulargia      | Ivan Rassimov, Hélène Chanel                              | Cjamango                      | Italien              | 23. Mai 1969    |
| 1967 | El Desperado                                      | Escondido / Django – Die im Schlamm verrecken                                      | Franco Rossetti       | Andrea Giordana, Franco Giornelli                         | Steve Belasco, "El Desperado" | Italien, Spanien     | 2012 (DVD)      |
| 1967 | Dio perdona … io no!                              | Gott vergibt – Django nie!                                                         | Giuseppe Colizzi      | Terence Hill, Bud Spencer                                 | Cat Stevens                   | Italien, Spanien     | 30. Jan. 1969   |
| 1967 | Due Rrringos nel Texas                            | Zwei Trottel gegen Django                                                          | Marino Girolami       | Franco Franchi, Ciccio Ingrassia                          | —                             | Italien              | 13. Feb. 1970   |
| 1967 | Il figlio di Django                               | Der Sohn des Django                                                                | Osvaldo Civirani      | Guy Madison, Gabriele Tinti                               | —                             | Italien              | 28. März 1968   |
| 1967 | Un hombre vino a matar                            | Django – unersättlich wie der Satan                                                | León Klimovsky        | Richard Wyler, Brad Harris                                | Anthony ´Rattler Kid` Garnett | Spanien, Italien     | 5. Dez. 1969    |
| 1967 | Non aspettare Django, spara                       | Django – Dein Henker wartet                                                        | Edoardo Mulargia      | Ivan Rassimov, Ignazio Spalla                             | Django Foster                 | Italien              | 11. Apr. 1969   |
| 1967 | Per 100.000 Dollari t’ammazzo                     | Django – der Bastard                                                               | Giovanni Fago         | Gianni Garko, Claudio Camaso                              | Johnny Forest                 | Italien              | 19. Apr. 1968   |
| 1967 | La più grande rapina del West                     | Ein Halleluja für Django                                                           | Maurizio Lucidi       | George Hilton, Hunt Powers                                | Billy "Rhum" Cooney           | Italien              | 6. März 1970    |
| 1967 | Se sei vivo spara                                 | Töte, Django                                                                       | Giulio Questi         | Tomás Milián, Piero Lulli                                 | Hermano                       | Italien, Spanien     | 3. Mai 1967     |
| 1967 | L’uomo, l’orgoglio, la vendetta                   | Mit Django kam der Tod                                                             | Luigi Bazzoni         | Franco Nero, Tina Aumont, Klaus Kinski                    | Don José                      | Italien, Deutschland | 11. Okt. 1968   |
| 1967 | Vado… l’ammazzo e torno                           | Leg ihn um, Django                                                                 | Enzo G. Castellari    | George Hilton, Gilbert Roland, Edd Byrnes                 | Ein Fremder ohne Namen        | Italien              | 28. März 1969   |
| 1968 | Black Jack                                        | Auf die Knie, Django                                                               | Gianfranco Baldanello | Robert Woods, Rik Battaglia                               | Black Jack Murphy             | Italien              | 4. Dez. 1969    |
| 1968 | Chiedi perdono a Dio… non a me                    | Django – den Colt an der Kehle                                                     | Vincenzo Musolino     | George Ardisson, Peter Martell                            | Cjamango McDonald             | Italien              | 24. März 1970   |
| 1968 | Execution                                         | Django – Die Bibel ist kein Kartenspiel                                            | Domenico Paolella     | John Richardson, Mimmo Palmara                            | John Cooler                   | Italien              | 24. Apr. 1970   |
| 1968 | L'ira di Dio                                      | Django – Ein Silberdollar für den Toten / Lonesome – Der Zorn Gottes / Der Einsame | Alberto Cardone       | Brett Halsey, Fernando Sancho, Wayde Preston              | Mike Barnett                  | Italien              | 2016 (Blu-ray)  |
| 1968 | Il momento di uccidere                            | Django – Ein Sarg voll Blut                                                        | Giuliano Carnimeo     | George Hilton, Walter Barnes, Horst Frank                 | Lord                          | Italien, Deutschland | 28. Nov. 1968   |
| 1968 | Preparati la bara                                 | Django und die Bande der Gehenkten                                                 | Ferdinando Baldi      | Terence Hill, Horst Frank, George Eastman                 | Django                        | Italien              | 5. Juli 1968    |
| 1968 | Quel caldo maledetto giorno di fuoco              | Django spricht kein Vaterunser                                                     | Paolo Bianchini       | Robert Woods, John Ireland                                | Cpt. Chris Tanner             | Italien, Spanien     | 27. Feb. 1970   |
| 1968 | Quella sporca storia nel West                     | Django – Die Totengräber warten schon                                              | Enzo G. Castellari    | Andrea Giordana, Gilbert Roland, Horst Frank              | Johnny Hamilton               | Italien              | 26. Nov. 1968   |
| 1968 | Requiem para el gringo                            | Requiem für Django                                                                 | José Luis Merino      | Lang Jeffries, Femi Benussi                               | Ross Logan                    | Spanien, Italien     | 20. Juni 1969   |
| 1968 | Se vuoi vivere… spara!                            | Andere beten – Django schießt                                                      | Sergio Garrone        | Ivan Rassimov, Giovanni Cianfriglia                       | Johnny Dark                   | Italien              | 29. Aug. 1969   |
| 1968 | Sentenza di morte                                 | Django – Unbarmherzig wie die Sonne                                                | Mario Lanfranchi      | Robin Clarke, Tomás Milián, Adolfo Celi, Richard Conte    | Cash                          | Italien              | 4. Juli 1969    |
| 1968 | Il suo nome gridava vendetta                      | Django spricht das Nachtgebet                                                      | Mario Caiano          | Anthony Steffen, Robert Hundar                            | Davy Flanagan                 | Italien              | 19. Juni 1970   |
| 1968 | T’ammazzo!… Raccomandati a Dio                    | Django, wo steht Dein Sarg?                                                        | Osvaldo Civirani      | George Hilton, Sandra Milo, John Ireland, Gordon Mitchell | Glenn Reno                    | Italien              | 2. Apr. 1971    |
| 1968 | Uno di più all’inferno                            | Django – Melodie in Blei                                                           | Giovanni Fago         | George Hilton, Paolo Gozlino                              | Johnny King                   | Italien              | 11. Apr. 1969   |
| 1968 | Uno dopo l’altro                                  | Von Django – mit den besten Empfehlungen                                           | Ignacio F. Iquino     | Richard Harrison, Pamela Tudor                            | Stan Ross                     | Italien, Spanien     | 5. Dez. 1969    |
| 1968 | La vendetta è il mio perdono                      | Django – sein letzter Gruß                                                         | Roberto Mauri         | Tab Hunter, Erika Blanc                                   | Durango                       | Italien              | 11. Sep. 1970   |
| 1968 | Lo voglio morto                                   | Django – ich will ihn tot                                                          | Paolo Bianchini       | Craig Hill, Lea Massari                                   | Clayton                       | Italien, Spanien     | 3. Juli 1970    |
| 1969 | Dio perdoni la mia pistola                        | Django – Gott vergib seinem Colt                                                   | Leopoldo Savona       | Wayde Preston, Loredana Nusciak                           | Johnny „Texas“ Brennan        | Italien, Spanien     | 17. Sep. 1971   |
| 1969 | Django il bastardo                                | Django und die Bande der Bluthunde                                                 | Sergio Garrone        | Anthony Steffen, Paolo Gozlino                            | Django                        | Italien              | 5. Jan. 1971    |
| 1969 | Una lunga fila di croci                           | Django und Sartana, die tödlichen Zwei                                             | Sergio Garrone        | Anthony Steffen, William Berger, Nicoletta Machiavelli    | Johnny Brandon                | Italien              | 30. Apr. 1970   |

## 1970er Jahre
| Jahr | Originaltitel                                                             | Deutscher Titel                         | Regisseur          | Hauptdarsteller                                           | Name des Helden im Original | Land    | Kino- start BRD |
| ---- | ------------------------------------------------------------------------- | --------------------------------------- | ------------------ | --------------------------------------------------------- | --------------------------- | ------- | --------------- |
| 1970 | Arrivano Django e Sartana…è la fine!                                      | Django und Sartana kommen               | Demofilo Fidani    | Hunt Powers, Gordon Mitchell                              | Django                      | Italien |                 |
| 1970 | C’è Sartana… vendi la pistola e comprati la bara                          | Django und Sabata – wie blutige Geier   | Giuliano Carnimeo  | George Hilton, Charles Southwood, Erika Blanc             | Sartana                     | Italien | 26. Nov. 1970   |
| 1970 | Ciakmull, l’uomo della vendetta                                           | Django – Die Nacht der langen Messer    | Enzo Barboni       | Leonard Mann, Woody Strode, George Eastman, Peter Martell | Chuck Moll                  | Italien | 7. Aug. 1970    |
| 1970 | Django sfida Sartana                                                      |                                         | Pasquale Squitieri | Giorgio Ardisson, Tony Kendall                            | Django                      | Italien |                 |
| 1970 | Quel maledetto giorno d'inverno... Django e Sartana... all'ultimo sangue! |                                         | Demofilo Fidani    | Hunt Powers, Fabio Testi                                  | Django                      | Italien |                 |
| 1970 | Uccidi Django… uccidi per primo!!!                                        |                                         | Sergio Garrone     | Giacomo Rossi Stuart, Krista Nell                         | Johnny McGee                | Italien |                 |
| 1971 | Anche per Django le carogne hanno un prezzo                               | Auch Djangos Kopf hat seinen Preis      | Luigi Batzella     | Jeff Cameron, John Desmont                                | Django                      | Italien |                 |
| 1971 | Il mio nome è Mallory... "M" come morte                                   | Django – Unerbittlich bis zum Tod       | Mario Moroni       | Robert Woods, Gabriella Giorgelli                         | Larry Mallory               | Italien |                 |
| 1971 | Una pistola per cento croci                                               | Django, eine Pistole für hundert Kreuze | Carlo Croccolo     | Tony Kendall, Marina Malfatti                             | Santana                     | Italien |                 |
| 1971 | W Django!                                                                 | Ein Fressen für Django                  | Edoardo Mulargia   | Anthony Steffen, Glauco Onorato                           | Django                      | Italien | 15. Sep. 1972   |
| 1972 | La lunga cavalcata della vendetta                                         | Djangos blutige Spur                    | Tanio Boccia       | Richard Harrison, Anita Ekberg, Rik Battaglia             | Jeff Carter                 | Italien |                 |
| 1973 | Se vuoi vivere… spara!                                                    | Django – Tag der Abrechnung             | Sergio Garrone     | George Eastman, Ty Hardin                                 | George Benton               | Italien |                 |
| 1974 | Da Di Long Zhong                                                          | Django im Reich der gelben Teufel       | Chin-Liang Hsu     | Patrick Kelly                                             | Antonio Morales             | Taiwan  |                 |

## 1980er Jahre
| Jahr | Originaltitel               | Deutscher Titel  | Regisseur     | Hauptdarsteller                                     | Name des Helden im Original | Land    |
| ---- | --------------------------- | ---------------- | ------------- | --------------------------------------------------- | --------------------------- | ------- |
| 1987 | Django 2: il grande ritorno | Djangos Rückkehr | Nello Rossati | Franco Nero, Christopher Connelly, Donald Pleasence | Django                      | Italien |

## 1990er Jahre
| Jahr | Originaltitel       | Deutscher Titel                                       | Regisseur     | Hauptdarsteller                   | Name des Helden im Original | Land |
| ---- | ------------------- | ----------------------------------------------------- | ------------- | --------------------------------- | --------------------------- | ---- |
| 1998 | Dollar for the Dead | Django – Ein Dollar für den Tod                       | Gene Quintano | Emilio Estevez, William Forsythe  | Ein Fremder ohne Namen      | USA  |
| 1999 | Outlaw Justice      | Outlaw Kill, aber auch Django – Sie kamen um zu töten | Bill Corcoran | Willie Nelson, Kris Kristofferson | Jesse Ray Torrance          | USA  |

## 2000er Jahre
| Jahr | Originaltitel                 | Deutscher Titel         | Regisseur     | Hauptdarsteller                        | Name des Helden im Original | Land  |
| ---- | ----------------------------- | ----------------------- | ------------- | -------------------------------------- | --------------------------- | ----- |
| 2007 | スキヤキ・ウエスタン ジャンゴ | Sukiyaki Western Django | Takashi Miike | Hideaki Ito, Kōichi Satō, Yusuke Iseya | Ein Fremder ohne Namen      | Japan |

## 2010er Jahre
| Jahr | Originaltitel           | Deutscher Titel   | Regisseur         | Hauptdarsteller             | Name des Helden im Original | Land |
| ---- | ----------------------- | ----------------- | ----------------- | --------------------------- | --------------------------- | ---- |
| 2011 | The Dead and the Damned | Django vs Zombies | Rene Perez        | David A. Lockhart           | Mortimer                    | USA  |
| 2012 | Django Unchained        | Django Unchained  | Quentin Tarantino | Jamie Foxx, Christoph Waltz | Django Freeman              | USA  |